# Brand-Laaben
Brand-Laaben – gmina w Austrii, w kraju związkowym Dolna Austria, w powiecie St. Pölten-Land. Według Austriackiego Urzędu Statystycznego liczyła 1 201 mieszkańców (1 stycznia 2014).